# Libor Dušánek
Libor Dušánek (17. září 1928, Týnišťko – 20. srpna 1961, Pardubice) byl český motocyklový závodník, reprezentant v ploché dráze. Tragicky zemřel po pádu v kvalifikaci 13. ročníku Zlaté přilby v Pardubicích, když za Popkovickou zatáčkou prasknul rám motocyklu JAP německého závodníka Ericha Stieglmeiera a Dušánek do Stieglmeiera narazil. Na následky zranění oba zemřeli.
Dušánek byl pohřben byl nedaleko krematoria na Centrálním hřbitově v Pardubicích.

## Závodní kariéra
V Mistrovství Československa na klasické ploché dráze skončil v roce 1957 na 6. místě, v roce 1958 na 7. místě a v roce 1961 na 8. místě. V Mistrovství světa jednotlivců skončil v roce 1961 na 12. místě v kontinentálním polofinále. V Mistrovství světa družstev skončil v roce 1961 na 4. místě. V Mistrovství světa jednotlivců na dlouhé ploché dráze skončil v roce 1961 na 13. místě.